# أنجيلو غريغوتشي
انجيلو جريجوتشي (بالإيطالية: Angelo Gregucci)‏ (10 يونيو 1964 بسان جورجو إيونيكو في إيطاليا - ) هو مدرب كرة قدم ولاعب كرة قدم إيطالي في مركز الدفاع. شارك مع منتخب إيطاليا لكرة القدم. أما مع النوادي، فقد لعب مع نادي ألساندريا ونادي تورينو ونادي ريجيانا 1919 ونادي لاتسيو ونادي تارانتو 1927.

## وصلات خارجية
- انجيلو جريجوتشي على موقع قاعدة بيانات كرة القدم.إي يو (الإنجليزية)